# ちゃぐりん
『ちゃぐりん』は、家の光協会が発行する小学生向けの月刊誌。漫画やコラムが連載され、子どもの教育の推進を目的としている。
1964年に同協会発行の雑誌『家の光』別冊として発刊された『こども家の光』に起源を持つ。1965年1月より独立し、『こどもの光』に誌名を変更した後、1993年に創刊30周年記念として誌名を公募した結果、英語の「Child」（子ども）・「Agriculture」（農業）・「Green」（緑・自然）を合成した「ちゃぐりん」が採用され、現在の誌名になった。

## 概要
JAの次世代育成を目的として創刊された。従って、購読する場合はJAに申し込む必要があり、一般書店では購入できない。その代わり組合員世帯以外でも地域内のJAを通して購入できる。
漫画も多く掲載されているが単なる娯楽雑誌ではなく、主に食や農、自然・学習、工作・料理、読み物・歴史といった分野の教育的内容が盛り込まれている。1994年からは子どもに読ませる価値のある雑誌として日本PTA全国協議会の推薦も受けている。また、小学校低学年の読者にも配慮し漢字には全て振り仮名が振られている。なお、掲載された漫画は「キテレツ大百科」（小学館「てんとう虫コミックス」他）「ろこモーション」（秋田書店「サンデーコミックス」）など他の出版社より刊行されたごく一部の作品を除き、単行本化はされていない模様。

## 連載中の漫画作品
- いのちの歴史[7]（富士山みえる）
- たまねぎたまちゃん（きむらひろき、原作：赤塚不二夫とフジオプロ）[8]
- ちゃぐりん あぐりスクール
- モチモチ[7]（かみやたかひろ）
- おてつきカルタ！（三鷹公一）
- くるくるえがくる
- 二ッポン！ はらぺこ道場
- あっぱれ 物知りやさい塾

2024年現在。

## 過去に連載された漫画作品

### こどもの光連載
- パトロールV（桑田次郎）[4]- 1964年8月号 〜 1965年04月号
- 名犬タンタン[9]（久米みのる・藤子不二雄） - 1965年1月号 〜 1968年12月号
- ぼくのロボット[10]（藤子不二雄[11]） -  1970年1月号
- ドビンソン漂流記[12]（藤子不二雄[11]） - 1971年1月号 〜 1972年12月号
- キテレツ大百科[13]（藤子不二雄[11]） - 1974年4月号 〜 1977年7月号
- ベソとこたつと宇宙船[14]（藤子不二雄[11]） - 1979年1月号
- コマーさる[15]（藤子不二雄[11]） - 1979年8月号
- 東京Zマン（桑田次郎）
- ガコちゃん（土田よしこ）[9]
- おむすびくん（赤塚不二夫）
- ロボット7（石ノ森章太郎） - 1965年10月号 〜 1967年3月号[16]
- とんでもハウス（石ノ森章太郎） - 1987年1月号 〜 1989年12月号[17]
- ろこモーション（小山田いく）
- ゴールの条件（中城けんたろう）
- とうちゃん（森田拳次）
- 校害ヘド郎（森田拳次）（1977年頃）
- カアちゃん2号（森田拳次）（1980年頃）
- すーパーロボット・ロボ次郎（森田拳次）（1983年頃　カアちゃん2号の続編）
- シルバー仮面3世（森田拳次）
- ワイルド4（中島利行）

### ちゃぐりん連載
「まんが」以外の連載企画として扱われている作品についても、漫画としての体裁を持つものは掲載した。
| タイトル                             | 作者                                  | 開始号      | 終了号       | 備考                                       |
| ------------------------------------ | ------------------------------------- | ----------- | ------------ | ------------------------------------------ |
| きょうも元気くん                     | 板井れんたろう                        | 1993年8月号 | 1996年4月号  |                                            |
| マイド!のマイちゃん                  | こうま・すう                          | 1995年4月号 | 2004年4月号  |                                            |
| やっぱり!テツヤくん                  | 板井れんたろう                        | 1996年5月号 | 2002年4月号  |                                            |
| ロックとロール                       | わこうまさゆき                        | 1997年5月号 | 2002年4月号  |                                            |
| 晴れときどき風多                     | 流水りんこ                            | 1997年5月号 | 2003年4月号  |                                            |
| タイム・パスポート                   | ムロタニ・ツネ象                      | -           | -            | 1998年度連載                               |
| チャッピーとビスケット               | 絵：タカクボジュン 監修：モリス美代子 | -           | 2002年4月号  | 1998年度時点で連載中                       |
| こんぺい島のクラッカー               | 作：おぐまこうじ 絵：ほりえいくよ     | 1998年4月号 | 2001年4月号  |                                            |
| モンスター博物館                     | 吉川豊                                | 1998年5月号 | -            | 2000年度時点では連載終了                   |
| 農産物たんてい団                     | 村川二久                              | 1998年5月号 | -            | 2000年度時点では連載終了                   |
| 農家の12か月                         | 村川二久                              | 1998年5月号 | -            | 2000年度時点では連載終了                   |
| カットイン・タートルズ               | 今泉伸二                              | 1998年8月号 | 2001年4月号  |                                            |
| 発くつ! 世界びっくり人物伝           | 守まさき                              | -           | 2002年4月号  | 2000年度時点で連載中                       |
| ぜつめつ動物ランド                   | 吉川豊                                | 2000年5月号 | 2001年4月号  |                                            |
| ススメ おにぎりコロコロ              | 作：おぐまこうじ 絵：ほりえいくよ     | 2001年5月号 | 2006年4月号  |                                            |
| ドンと一本!                          | 三鷹公一                              | 2001年5月号 | 2004年4月号  |                                            |
| SOS箱舟アニマルズ                    | 吉川豊                                | 2001年5月号 | 2002年4月号  |                                            |
| いちばん元気くん                     | 板井れんたろう                        | 2002年5月号 | 2015年4月号  |                                            |
| 南の島サバイバル分校                 | 吉川豊                                | 2002年5月号 | 2003年4月号  |                                            |
| 農業ふしぎ探検                       | 村川二久                              | 2002年5月号 | 2004年4月号  |                                            |
| ハイハイハイディのアメリカ英会話道場 | 作：ハイディ矢野 絵：さとう有作       | 2003年4月号 | 2004年4月号  |                                            |
| ふしぎ館の空                         | 流水りんこ                            | 2003年5月号 | 2006年4月号  |                                            |
| みんなの社会リサーチ                 | もちつきかつみ                        | 2003年5月号 | 2004年4月号  |                                            |
| 妖怪お助けバツトくん                 | 市野治美                              | 2004年5月号 | 2004年10月号 |                                            |
| へたっぴKICK!!                       | 三鷹公一                              | 2004年5月号 | 2007年4月号  |                                            |
| はにわクン                           | ヤマダリツコ                          | 2004年5月号 | 2007年4月号  |                                            |
| ひみつの森のブンブンちゃん           | さとう有作                            | 2004年5月号 | 2005年4月号  |                                            |
| こんなお仕事してみたい               | 球宇里                                | -           | 2005年4月号  |                                            |
| ワンタンとピータン                   | 古夜冬考                              | 2005年5月号 | 2012年4月号  |                                            |
| 全国給食巡り ごっちゃんデス!         | Moo.念平                              | 2005年5月号 | 2006年4月号  | 連載完結ではなく「ひとまずお休み」の扱い。 |
| 育てて食べようやさいくん             | 作：いまいずひろみ 監修：山田貴義     | 2006年5月号 | -            | 2008年度から「育ててみようやさいくん」。   |
| 少年よ、大地をいだけ! どろんこ7      | Moo.稔平                              | 2006年5月号 | 2007年4月号  |                                            |
| なるかみ長屋                         | 島津蓮                                | 2006年5月号 | 2009年4月号  |                                            |
| なるほどばあちゃん!                  | 絵：伊藤ぢゅん子 監修：阿部絢子       | 2006年5月号 | 2010年4月号  |                                            |
| 忍者いただき丸                       | Moo.念平                              | 2007年5月号 | 2010年4月号  |                                            |
| ジグザグ雷道                         | 三鷹公一                              | 2007年5月号 | 2011年4月号  |                                            |
| マカふしぎちゃん                     | 悟東あすか                            | 2007年5月号 | 2010年4月号  |                                            |
| 正体不明のなぞを追え!                | 作：にしかわたく 監修ほか：村上健司   | 2008年5月号 | -            |                                            |
| トキメキ♡あにまるず                  | 作：立花美枝子 監修：蔵琢也           | 2009年5月号 | 2011年4月号  |                                            |
| モグモグ研究所                       | Moo.念平                              | 2010年5月号 | 2014年4月号  |                                            |
| 時計妖怪ぐるぐる                     | にしかわたく                          | 2010年5月号 | 2012年4月号  |                                            |
| 行け!フードレンジャーチャグリン      | 伊藤ぢゅん子                          | 2010年5月号 | 2011年4月号  |                                            |
| 火の球ベース                         | 三鷹公一                              | 2011年5月号 | 2014年4月号  |                                            |
| 神わざくっく                         | 立花美枝子                            | 2011年5月号 | 2014年4月号  |                                            |
| アグリなう!                          | Moo.念平                              | 2014年5月号 | 2015年4月号  |                                            |
| ふしぎ森の百神さま                   | ふくやまけいこ                        | 2014年5月号 | -            |                                            |
| 宇宙農創記 トラグオン                | 津島直人                              |             |              |                                            |
| シューティング☆流星                  | 三鷹公一                              |             |              |                                            |

## 裏表紙のコーナー
- 1998年度　ぼくたちわたしたち地球っ子　地球となかよくするくらし

様々な環境問題の対策、影響、原因を紹介するコーナー。下記の地球環境レポートと同じようなコーナーである。
- 2000年度　マナねえさんとかんがえるエチケットブック　こんなときどうすればいい?

映画、図書館、自転車などのマナーがかいてあるコーナー。
- 2002年度　コンピュータでどうなる!?未来のくらし

進歩した冷蔵庫、車、セキュリティシステムでくらしはどうなるか予想したコーナー。
- 2003年度　おもしろくてチョッピリためになる　動物ことわざワールドへようこそ!

毎月1種類の動物に関することわざを紹介するコーナー。
- 2004年度　なるほどびっくり!植物たちのチエくらべ

さまざまな植物の特徴を紹介するコーナー。毎月2種紹介する。
- 2005年度　お仕事カタログ　好きから探そう!キミの将来の職業

関係性の高い二つの職業を一月に紹介するコーナー。
- 2006年度　地球環境レポート

さまざまな環境問題の原因、影響、対策を紹介するコーナー。
- 2007年度　色のふしぎ

色による錯覚を利用したコーナー。
- 2008年度　日本の世界遺産

毎月一回、日本の世界遺産を紹介する。
- 2009年度　日本の1番!

日本で最も○○なものを紹介するコーナー。自然、建造物などジャンルは様々。
- 2010年度　日本の祭り

日本全国の様々な祭りを紹介するコーナー。
- 2011年度　全国郷土料理めぐり

日本全国の郷土料理を紹介するコーナー。
- 2012年度　給食のことを知ろう!学校給食の歴史

日本の給食の歴史を順に紹介するコーナー。